# Сан-Джорджо-Маджоре (острів)

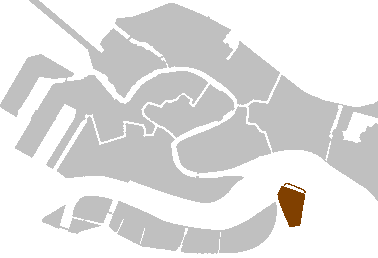
Острів Сан-Джорджо Маджоре серед інших островів Венеційської лагуни

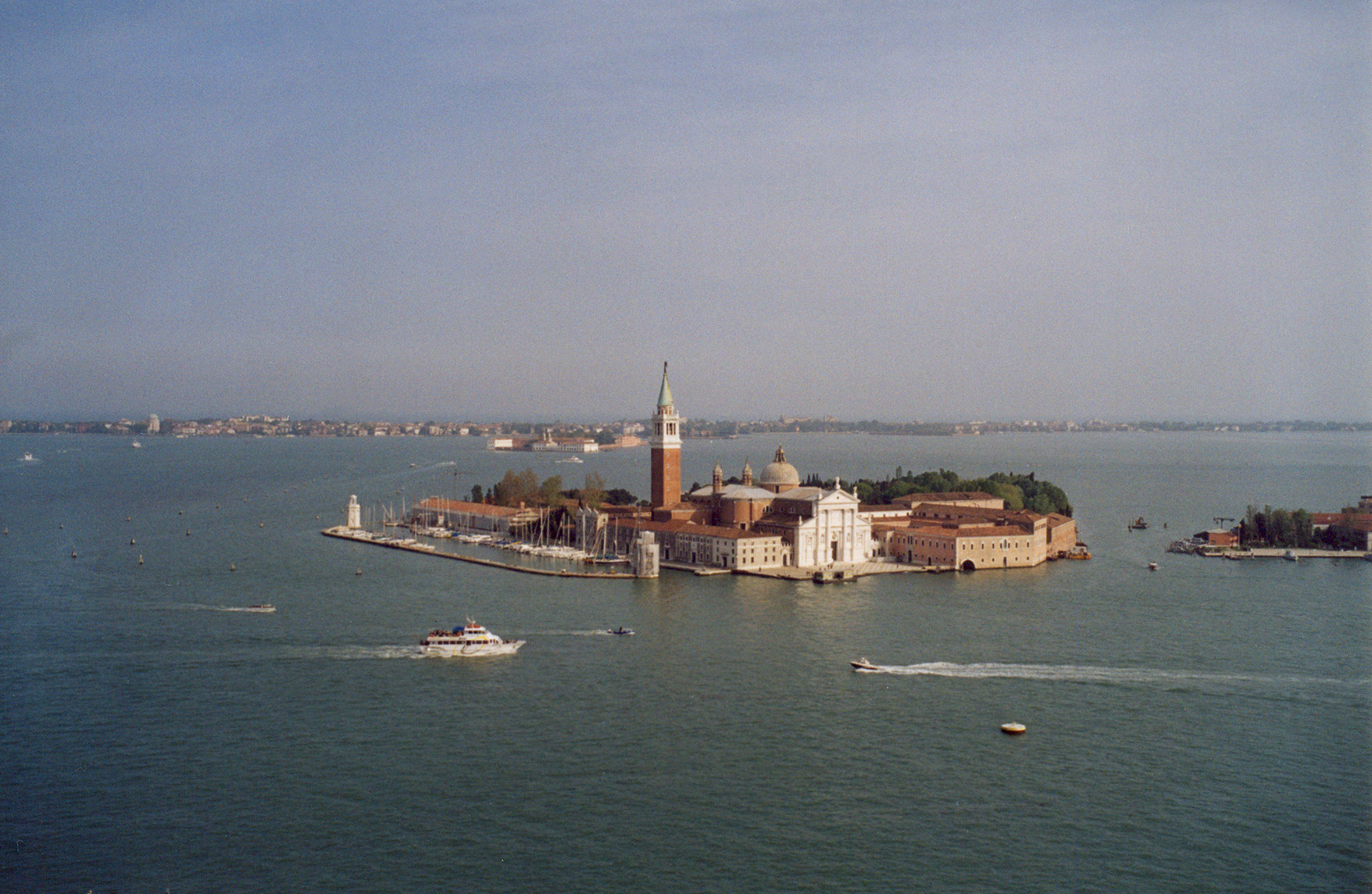
Собор Сан-Джорджо Маджоре

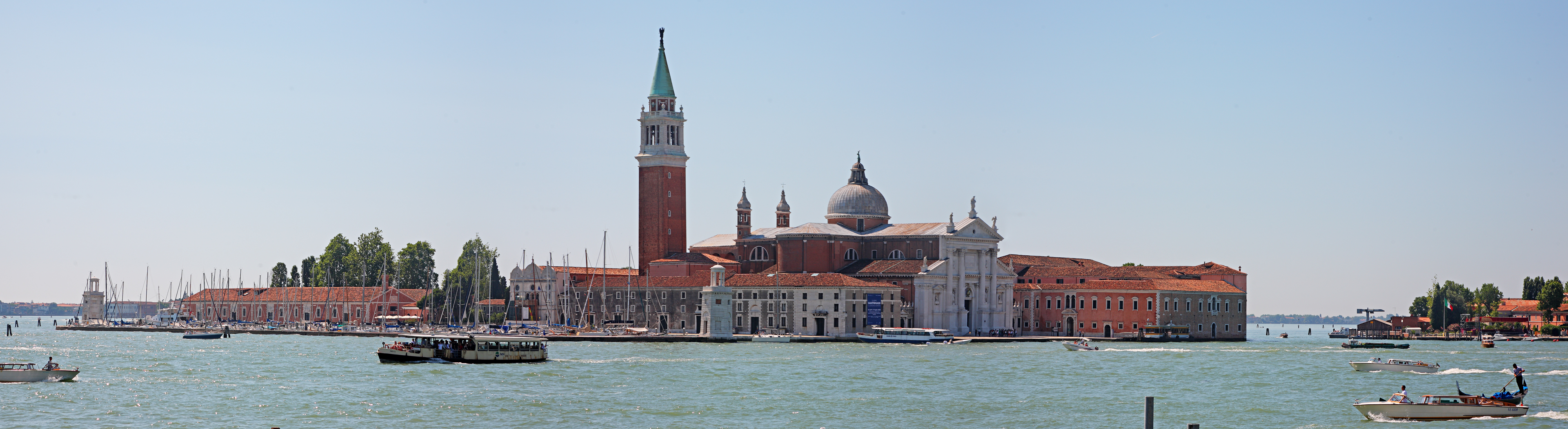
Панорама острова

Сан-Джорджо Маджоре (італ. San Giorgio Maggiore) — один з найвідоміших островів Венеційської лагуни. Площа — 0,1 км².
Острів освоєний ще з часів Римської імперії. Його поверхня була вкрита садами і виноградниками, а також кипарисами, за що острів називали кипарисовим. В Х ст. тут заснований монастир бенедиктинців, який кілька разів зазнавав руйнувань (в 1223 від землетрусу), а згодом декілька разів відновлювався. В 1565—1610 архітектором Андреа Палладіо споруджений собор Сан-Джорджо Маджоре.
Зараз собор — центральна споруда на острові.
45°25′41″ пн. ш. 12°20′37″ сх. д. / 45.42806° пн. ш. 12.34361° сх. д.